# Finciu
Finciu – wieś w Rumunii, w okręgu Kluż, w gminie Călățele. W 2011 roku liczyła 146 mieszkańców.